# Pansa Meesatham
Pansa Meesatham (Thai: พรรษา มีสัตย์ธรรม, * 26. August 1974 in Lampang) ist ein ehemaliger thailändischer Fußballspieler.

## Karriere

### Verein
Seine Karriere begann Pansa bei BEC-Tero Sasana, für den er bis 2004 unter Vertrag stand. Nicht immer war die Nummer eins im Tor des Vereins. Von 1999 bis 2004 gewann er mit der Mannschaft zwei Meisterschaften, zwei Vizemeisterschaften und den FA Cup. Mit dem Verein stand er zudem 2003 im Finale der AFC Champions League. In beiden Finalspielen stand er jeweils in der Anfangsformation. 2006 wechselte er zum FC Bangkok University. In seinem ersten Jahr mit dem neuen Verein konnte er erneut mit der Mannschaft eine Meisterschaft feiern. Mit 35 Jahren wechselte der im Norden Thailands geborene Pansa zu Chiangrai United in die Regional League Division 2.
Ende 2013 beendete er seine Karriere als Fußballspieler.

### Nationalmannschaft
Für die Nationalmannschaft absolvierte er insgesamt 25 Spiele. So nahm er unter anderem im Jahr 2000 mit der Nationalelf an der Endrunde zur Fußball-Asienmeisterschaft teil.

## Erfolge
BEC-Tero Sasana FC
- Thai Premier League

Meister: 2000, 2001
Vizemeister 2002/03, 2003/04
- AFC Champions League: 2003 (Finalist)
- FA Cup: 2000

Bangkok United
- Thai Premier League: 2006
- Singapore Cup: 2007 (3. Platz)

### Nationalmannschaft
- Teilnahme an der Endrunde zur Fußball-Asienmeisterschaft 2000